# Theodor Christiaan Daniel Coops
Theodor Christiaan Daniel Coops (Amsterdam, 18 december 1899 - 27 oktober 1988) was een Nederlands politicus van de CHU.
Hij werd geboren als zoon van Albert Johannes Coops (1859-1944; tabakshandelaar) en Anna Cornelia Engelina Gerhard (1870-1948). Hij heeft de hbs gedaan en werd ging in 1922 als volontair werken bij de gemeentesecretarie van Weesperkarspel. Later was Coops ambtenaar ter secretarie in Nieuwerkerk aan den IJssel voor hij in 1927 benoemd werd tot secretaris van de gemeente Veere. Midden 1937 volgde zijn benoeming tot burgemeester van Muiden. In 1944 ging hij met ziekteverlof waarna de NSB-burgemeester van Weesp tevens waarnemend burgemeester van Muiden werd. In 1945 keerde Coops terug in zijn vorige functie en ging in januari 1965 met pensioen. Coops overleed in 1988 op 88-jarige leeftijd.